# Кушниренко, Богдан Сергеевич
Богда́н Серге́евич Кушни́ренко (укр. Богдан Сергійович Кушніренко; род. 2 ноября 1995, Киев) — украинский футболист, защитник клуба ЛНЗ.

## Игровая карьера
Родился в Киеве. Воспитанник киевского «Динамо». В ДЮФЛУ, кроме «динамовцев», выступал также за столичные клубы «Звезда» и «Арсенал». С 2012 по 2013 год выступал за юношескую и молодёжную команду «канониров». В 2014 году перешёл в харьковский «Металлист», за молодёжную команду которого сыграл 19 матчей и отличился 1 голом. В марте 2015 года перешёл в «Черноморец». В составе «моряков» сыграл 9 матчей за молодёжную команду клуба.
В марте 2016 года подписал контракт с «Полтава». Дебютировал в футболке «горожан» 24 июля 2016 в победном (2:1) домашнем поединке 1-го тура Первой лиги против петровского «Ингульца». Богдан вышел на поле в стартовом составе и отыграл весь матч, а на 41-й и 51-й минутах отличился дебютными голами за новую команду. В следующем туре также отмечался голом в воротах соперника, благодаря чему полтавчане одержали победу. Попадал в символические сборные 1-о и 2-го тура первой лиги по версии интернет-издания Football.ua. Также попал в символическую сборную первой лиги летне-осенней части чемпионата сезона 2016/17 годов по версии вышеуказанного издания. Однако затем получил травму, из-за которой пропустил 5 следующих матчей. После травмы восстановился и помогал «Полтаве» в матчах концовки осенней части чемпионата. Благодаря успешной игре в составе «горожан» в середине января 2017 отправился на просмотр в «Ворсклу», однако представителю Премьер-лиги защитник не подошёл. В конце января 2018 года руководство «Полтавы» выставило Кушниренко на трансфер, однако желающих приобрести защитника не нашлось. Всего в составе «Полтавы» в первой лиге провёл три сезона, сыграл 50 матчей и отличился 4-я голами. По результатам сезона 2017/18 «горожане» заняли второе место в первой лиге, завоевав при этом право подняться в Премьер-лигу, но сыграть полтавчанам там так и не получилось. Команда была расформирована, и все игроки и персонал клуба получили статус свободных агентов.
Осенью 2018 года подписал контракт с МФК «Николаев». В футболке нового клуба дебютировал 30 сентября 2018 в проигранном (0:1) выездном поединке 1-го тура первой лиги против харьковского «Металлиста 1925». Богдан вышел на поле на 46-й минуте, заменив Олега Дмитренко. Дебютным голом в футболке «корабелов» отличился 27 марта 2019 года на 9-й минуте победного (2:1) выездного поединка 20-го тура первой лиги против ивано-франковского «Прикарпатья». Кушниренко вышел на поле в стартовом составе и сыграл весь матч. Если в ФК «Полтава» тренерский штаб использовал Кушниренко в качестве флангового защитника, то в МФК «Николаев» он чаще играл в центре защиты, а по ходу сезона 2020/21 перешёл в середину поля, где ситуативно решал проблемы с опорной зоной. Действовал Богдан активно — успевал выполнять много подборов и отборов, а также через пас выводить команду в атаку. Был одним из лучших пенальтистов сезона. Его игра была отмечена порталом Sportarena.com, который включил Кушниренко в сборные первого полугодия, и всего сезона. Также Богдан стал лучшим футболистом Николаевской области 2020 года по итогам журналистского опроса. «Николаев» закончил сезон 2020/21 на четвёртом месте первой лиги, в одном шаге от выхода в Премьер-лигу, но из-за финансовых проблем руководство «корабелов» заявило о переводе команды во вторую лигу и объявило о прекращении сотрудничества с десятью игроками, в том числе и Богданом.
Перед стартом нового сезона Кушниренко заключил годичный контракт с «Ворсклой». В Премьер-лиге дебютировал 20 августа 2021 года в домашнем матче против «Металлиста 1925», заменив в конце встречи Наджиба Якубу. В составе полтавчан сыграл всего несколько матчей, выходя восновном на замену. В январе 2022 года перешёл в «Полесье». В первых 7 матчах в новой команде защитник отметился 5 голами в первой лиге. Попадал в символические сборные 2-о и 3-го тура первой лиги по версии интернет-издания Sportarena.com.

## Карьера в сборной
В 2019 году в составе студенческой сборной Украины выступал на летней Универсиаде в Неаполе. В итоговом зачёте украинские футболисты заняли шестое место.

## Достижения
«Полесье» (Житомир)
- Победитель Первой лиги Украины: 2022/23